# Francesca Michielin
Francesca Michielin (ur. 25 lutego 1995 w Bassano del Grappa) – włoska piosenkarka i pianistka.

## Życiorys
Kiedy miała 14 lat, zaczęła śpiewać w chórze gospel w swoim rodzinnym mieście. W styczniu 2012 zwyciężyła w finale piątej edycji programu X Factor, a w nagrodę podpisała kontrakt z wytwórnią Sony Music o wartości 300 tys. euro. Wkrótce wydałą swój debiutancki singiel „Distratto”, z którym dotarła do pierwszego miejsca listy przebojów we Włoszech. 31 sierpnia 2012 wydała „Sola”, pierwszy singiel z jej debiutanckiego albumu pt. Riflessi di me.
W kwietniu 2014 poinformowała, że rozpoczęła pracę nad nowym materiałem. 23 października 2015 wydała album pt. di20, z którym dotarła do trzeciego miejsca listy sprzedaży we Włoszech. W lutym 2016 z utworem „Nessun grado di separazione” zajęła drugie miejsce w 66. Festiwalu Piosenki Włoskiej w San Remo, a w maju tego samego roku reprezentowała Włochy w 61. Konkursie Piosenki Eurowizji w Sztokholmie, w którym z anglojęzyczną wersją utworu – „No Degree of Separation” – zajęła 16. miejsce w finale.
W 2017 zaśpiewała hymn „Il Canto degli Italiani” na otwarciu Grand Prix we Włoszech. W styczniu 2018 wydała album pt. 2640, który promowała singlem „Vulcano”. Pod koniec 2019 wypuściła utwór „Cheyenne”, który nagrała w duecie z Charliem Charlesem. Piosenką promowała swój kolejny album pt. FEAT (Stato di Natura), na którym znalazły się utwory nagrane przez Michielin w duecie z innymi wykonawcami. Latem 2020 zorganizowała plenerową trasę koncertową Spazi sonori. W lutym 2021 z utworem „Chiamami per nome”, który nagrała w duecie z Fedezem, zajęła drugie miejsce w finale 71. FPW w San Remo. W lutym 2025 weźmie udział w 75. FPW w San Remo.

## Dyskografia

### Albumy studyjne
- Riflessi di me (2012)
- di20
- di20are (2016)
- 2640 (2018)
- FEAT (Stato di Natura) (2020)
- FEAT (Fuori dagli spazi) (2021)
- Cani sciolti (2023)

### EP
- Distratto – 2012
- Nice to Meet You (Acoustic Live Solo) – 2016

### Single
- Distratto, Sola, Tutto quello che ho – 2012
- Se cadrai – 2013
- Amazing – 2014
- L’amore esiste, Battito di ciglia, Lontano – 2015
- Nessun grado di separazione, Un cuore in due, Almeno tu – 2016
- Vulcano, Io non abito al mare – 2017
- Bolivia, Tropicale, FEMME – 2018
- CHEYENNE – 2019
- GANGE, RISERVA NATURALE, MONOLOCALE, STATO DI NATURA – 2020
- CHIAMAMI PER NOME, Cinema, Nei tuoi occhi – 2021
- bonsoir, occhi grandi grandi - 2022
- un bosco, quello che ancora non c'è, Disco dance, Fulmini addosso - 2023

## Trasy koncertowe
- Nice to Meet You – 2016
- di20are Tour – 2016
- 2640 Tour – 2018
- Il tour sopra la techno – 2018
- Spazi sonori – 2020
- Fuori dagli spazi Live - 2021
- Suono di sabato al Mosso - 2022
- Bonsoir! - Michielin10 a teatro - 2023
- L'estate dei cani sciolti - 2023